# Кельвінівська лекція
Ке́львінівська ле́кція (англ. Kelvin Lecture) — відзнака, що присуджується британським товариством Інститут техніки та технології (англ. Institution of Engineering and Technology, IET). Нагороду засновано на вшанування пам'яті про британського науковця та інженера лорда Кельвіна (1824—1907).
У лютому 1908 року, невдовзі після смерті Кельвіна, Меморіальний комітет Інституту інженерів-електиків (IEE) рекомендував «заснувати Кельвінівську лектуру», присвячену висвітленню діяльності лорда Кельвіна, із щорічним її проведенням. Першу лекцію на тему «Життя та діяльність Кельвіна» було прочитано 30 квітня 1908 року Сільванусом Томпсоном, колишнім президентом IEE. Починаючи з 1920-х років тематика лекцій стала ширшою, аніж висвітлення аспектів здобутків Кельвіна, але завжди лектори у своїх лекціях продовжували висвітлювати вплив Кельвіна на обрану тематику. Серед кельвінівських лекторів є 20 нобелівських лауреатів.

## Лауреати
| Рік  | Лауреат                                              | Тема лекції |
| ---- | ---------------------------------------------------- | --- |
| 2024 | Маріка Тейлор                                        | «Від чорних дір до квантових комп'ютерів» Оригінальний текст (англ.) «From black holes to quantum computers» |
| 2023 | Майлз Паджетт                                        | «Бог грає в кості? – кельвінівська лекція» Оригінальний текст (англ.) «Does God play dice? – Kelvin Lecture» |
| 2016 | Штефан Гелль                                         | «Оптична мікроскопія: революція роздільної здатності» Оригінальний текст (англ.) «Optical microscopy: the resolution revolution» |
| 2015 | Майкл Пеппер                                         | «Маніпулювання електронами: Інженерія фізики» Оригінальний текст (англ.) «Manipulating Electrons: The Engineering of Physics» |
| 2014 | Річард Кітні (англ. Richard Kitney)                  | «Синтетична біологія — „Одна з восьми великих технологій“» Оригінальний текст (англ.) «Synthetic Biology – "One of the eight great technologies"»                                                                                               |
| 2013 | Джим Аль-Халілі                                      | «Чи є життя квантовомеханічним?»Оригінальний текст (англ.) «Is life quantum mechanical?» |
| 2012 | Пітер Кларк (англ. Peter Clarke)                     | «Від протонів до петабайтів — наукові та обчислювальні проблеми на Великому адронному колайдері» Оригінальний текст (англ.) «From protons to petabytes - the science and computing challenges at the Large Hadron Collider»                     |
| 2011 | Майк Гепґуд (англ. Mike Hapgood)                     | «Космічна погода: електромагнітна небезпека природи» Оригінальний текст (англ.) «Space Weather: Nature's Electromagnetic Hazard» |
| 2010 | Накамура Сюдзі                                       | «Освітлення майбутнього — шлях уперед для твердотільного освітлення» Оригінальний текст (англ.) «Lighting up the future - the way ahead for solid-state lighting»                                                                               |
| 2009 | Джон Пендрі                                          | «Створення плаща-невидимки: нові горизонти в електромагнетизмі» Оригінальний текст (англ.) «Creating the Invisibility Cloak: New Horizons in Electromagnetism»                                                                                  |
| 2008 | Роберт Лейн (англ. Robert Lainé)                     | «Від супутників до проекту космічного туризму» Оригінальний текст (англ.) «From Satellites to Space Tourism Project» |
| 2007 | Саймон Сінгх                                         | «Ризик, шанс, ймовірність і азартні ігри» Оригінальний текст (англ.) «Risk, Chance, Probability and Gambling» |
| 2006 | Майкл Атія                                           | «Солітон: хвиля чи частинка?» Оригінальний текст (англ.) «The Soliton: Wave or Particle?» |
| 2005 | Девід Лівермор (англ. David Livermore)               | «Техніка вилучення „не“ з „неспроможності“: ІТ як універсальний інструмент» Оригінальний текст (англ.) «Engineering the Dis out of Disability: IT the Universal Enabler»                                                                        |
| 2004 | Річард Френд                                         | «Пластикова електроніка — майбутнє м'яке, вологе та активне» Оригінальний текст (англ.) «Plastic Electronics - the Future is Soft, Wet and Active»                                                                                              |
| 2003 | Браян Фоллетт                                        | «Розгадування щоденного годинника життя: святкування того, як молекулярна біологія пов'язана з поведінкою тварин» Оригінальний текст (англ.) «Unravelling Life’s Daily Clock: A Celebration of how Molecular Biology Links to Animal Behaviour» |
| 2002 | Annraoi Máire de Paor                                | «Таємниці магнітного поля Землі та сонячних плям» Оригінальний текст (англ.) «The Mysteries of the Earth’s Magnetic Field and Sunspots» |
| 2001 | Крістофер Левеллін Сміт                              | «Проект Великого адронного колайдера» Оригінальний текст (англ.) «The Large Hadron Collider Project» |
| 2000 | Харун Ахмед                                          | «Один електрон — однобітова електроніка з одиничними електронами» Оригінальний текст (англ.) {{{2}}} |
| 1999 | Малком Лонгейр                                       | «Витоки нашого Всесвіту» Оригінальний текст (англ.) «The Origins of our Universe» |
| 1998 | Гаролд Крото                                         | «Бакмінстерфулерен C60: не просто красива молекула» Оригінальний текст (англ.) «C60 Buckminsterfullerene: Not Just a Pretty Molecule» |
| 1997 | Майкл Пітер Кеннеді (англ. Michael Peter Kennedy)    | «Хаос і його застосування» Оригінальний текст (англ.) «Chaos and its Applications» |
| 1996 | Пітер Кеттермол (англ. Peter Cattermole)             | «Венера: новий погляд очима радара» Оригінальний текст (англ.) «Venus: A new View Through Radar Eyes» |
| 1995 | М. В. Дж. Фергюсон (англ. M W J Ferguson)            | «Хобот слона і татуйована жінка: інженерні проблеми та можливості в біології» Оригінальний текст (англ.) «The Elephant's Trunk and the Tattooed Lady: Engineering Problems and Opportunities in Biology»                                        |
| 1994 | Голін Гоф (англ. C E Gough)                          | «Високотемпературні надпровідники» Оригінальний текст (англ.) «High Temperature Superconductors» |
| 1993 | Антон Гойбергер                                      | «Реалізація складних систем у кремнії» Оригінальний текст (англ.) «Realisation of Complex Systems in Silicon» |
| 1992 | Пітер Рольф (англ. P Rolfe)                          | «Датчики та системи, що імітують природу» Оригінальний текст (англ.) «Sensors and Systems that Mimic Nature» |
| 1991 | Пол Девіс                                            | «Пошуки гравітаційних хвиль» Оригінальний текст (англ.) «The Search for Gravitational Waves» |
| 1990 | Джон Ортон (англ. John W Orton)                      | «Напівпровідники для техніки» Оригінальний текст (англ.) «Engineering Semiconductors» |
| 1989 | Джон Дейнті (англ. John C. Dainty)                   | «Отримання зображень за допомогою інтерферометрії в оптичній астрономії» Оригінальний текст (англ.) «Imaging by Interferometry in Optical Astronomy»                                                                                            |
| 1988 | Дерек Робінсон                                       | «Термоядерний синтез» Оригінальний текст (англ.) [«Thermo-Nuclear Fusion»] Помилка: {{Lang}}: не вказано код мови (допомога) |
| 1987 | Дональд Гілл Перкінс                                 | «Нейтрино» Оригінальний текст (англ.) «Neutrinos» |
| 1986 | Ігор Александер                                      | «Інформаційні технології» Оригінальний текст (англ.) «Information Technology» |
| 1985 | Дональд МакКриммон Маккей                            | «Інженерія людського мозку» Оригінальний текст (англ.) «The Engineering of the Human Brain» |
| 1984 | Дені Джером                                          | «Органічна надпровідність» Оригінальний текст (англ.) «Organic Superconductivity» |
| 1983 | Дерек Гамфрі Мартін англ. Derek Humphrey Martin      | «Всесвіт субміліметрових хвиль» Оригінальний текст (англ.) «The Submillimetre-wave Universe» |
| 1982 | англ. O. S. Heavens                                  | «„Проста“ поверхня» Оригінальний текст (англ.) «The "Simple" Surface» |
| 1981 | Джордж Портер                                        | «Кельвін і енергетичні проблеми» Оригінальний текст (англ.) «Kelvin and the Energy Problems» |
| 1980 | Крістофер Зееман                                     | «Катастрофи і біфуркації» Оригінальний текст (англ.) «Catastrophes and Bifurcations» |
| 1979 | Джеймс М. Берч (англ. James M. Burch)                | «Інтеферометрія без дзеркал» Оригінальний текст (англ.) «Inteferometry without Mirrors» |
| 1978 | англ. A. Bueche                                      | «Електротехніка та полімерознавство» Оригінальний текст (англ.) «Electrical Technology and Polymer Science» |
| 1977 | англ. R S Pease                                      | «Фізичні основи керованого термоядерного синтезу» Оригінальний текст (англ.) «The Physical Basis for Control Thermonuclear Fuison» |
| 1976 | Ентоні Г'юїш                                         | «Магнітне динамо пульсара» Оригінальний текст (англ.) «The Pulsar Dynamo» |
| 1975 | Чарлз Вільям Отлі                                    | «Скануючий електронний мікроскоп та інші прилади електронного зондування» Оригінальний текст (англ.) «The Scanning Electron Microscope and other Electron Probe Instruments»                                                                    |
| 1974 | Кіт Ранкорн                                          | «Спадщина Кельвіна для геофізики» Оригінальний текст (англ.) «Kelvin’s Legacy to Geophysics» |
| 1973 | Невілл Френсіс Мотт                                  | «Провідність в аморфних матеріалах — теорія та застосування» Оригінальний текст (англ.) «Conduction in Amorphous Materials – Theory and Applications»                                                                                           |
| 1972 | Фредерік Чарлз Френк                                 | «Кристали» Оригінальний текст (англ.) «Crystals» |
| 1971 | Ніколас Курті                                        | «Від мікрокельвінів до мегакельвінів» Оригінальний текст (англ.) «From Microkelvin to Megakelvin Temperatures» |
| 1970 | Фред Гойл                                            | «Квазари і радіогалактики» Оригінальний текст (англ.) «Quasers and Radiogalaxies» |
| 1969 | Реджинальд Віктор Джонс                              | «Прагнення до вимірювання» Оригінальний текст (англ.) «The Pursuit of Measurement» |
| 1968 | Джон Мнйсон                                          | «Останні події в метеорології та Всесвітня служба погоди» Оригінальний текст (англ.) «Recent Developments in Meteorology and the World Weather Watch»                                                                                           |
| 1967 | Френк Філіп Боуден                                   | «Останні дослідження фізики поверхні» Оригінальний текст (англ.) «Recent Studies in Surface Physics» |
| 1966 | Гаррі Мессі                                          | «Наукові дослідження в космосі» Оригінальний текст (англ.) «Scientific Research in Space» |
| 1965 | Отто Роберт Фріш                                     | «Фундаментальні частинки» Оригінальний текст (англ.) «Fundamental Particals» |
| 1964 | Брайан Піппард                                       | «Надпровідні магніти» Оригінальний текст (англ.) «Superconducting Magnets» |
| 1963 | Джон Бертрам Адамс                                   | «Прискорення частинок високої енергії для досліджень ядерної фізики» Оригінальний текст (англ.) «High Energy Particle Acceleration for Nuclear Physics Research»                                                                                |
| 1962 | Бребіс Бліні                                         | «Мікроспектроскопія» Оригінальний текст (англ.) «Microspectroscopy» |
| 1961 | Ronald F Woolmer                                     | «Медична електроніка» Оригінальний текст (англ.) «Medical Electronics» |
| 1960 | Сесіль Френк Павелл                                  | «Космічне випромінювання» Оригінальний текст (англ.) «Cosmic Radiation» |
| 1959 | Девід Брант                                          | «Геофізичний рік 1957-58» Оригінальний текст (англ.) «The Geophysical Year 1957-58» |
| 1958 | Гаррі Ворк Мелвілл                                   | «Високополімери» Оригінальний текст (англ.) «High Polymers» |
| 1957 | Гордон Сазерленд                                     | «Інфрачервоне випромінювання» Оригінальний текст (англ.) «Infra-Red Radiation» |
| 1956 | Бернард Лавелл                                       | «Радіоастрономія» Оригінальний текст (англ.) «Radio Astronomy» |
| 1955 | Вільям Бредфорд Шоклі                                | «Фізика транзистора» Оригінальний текст (англ.) «Transistor Physics» |
| 1954 | Джон Реткліфф                                        | «Фізика іоносфери» Оригінальний текст (англ.) «The Physics of the Ionosphere» |
| 1953 | P L Deo                                              | «Дилема лорда Кельвіна» Оригінальний текст (англ.) «The Dilemma of Lord Kelvin» |
| 1952 | Чарлз Ф. Гудів                                       | «Атоми заліза на службі інженера-електрика» Оригінальний текст (англ.) «Iron Atoms in the Service of the Electrical Engineer» |
| 1951 | Джон Кокрофт                                         | «Сучасні уявлення про остаточну будову матерії» Оригінальний текст (англ.) «Modern Conceptions of the Ultimate Structure of Matter» |
| 1950 | Ерік Кейтлі Райдал                                   | «Міжфазові потенціали та їх значення в хімії» Оригінальний текст (англ.) «Phase-Boundary Potentials and their Significance in Chemistry» |
| 1949 | Невілл Френсіс Мотт                                  | «Напівпровідники та випрямлячі» Оригінальний текст (англ.) «Semi-Conductors and Rectifiers» |
| 1948 | Браян Меттьюз                                        | «Нервова система як електричний інструмент» Оригінальний текст (англ.) «The Nervous System as an Electrical Instrument» |
| 1947 | L B Loeb                                             | «Електричний розряд через гази» Оригінальний текст (англ.) «Electrical Discharge though Gasses» |
| 1946 | Марк Лоуренс Оліфант                                 | «Ядерна фізика і майбутнє» Оригінальний текст (англ.) «Nuclear Physics and the Future» |
| 1945 | Едвард Віктор Епплтон                                | «Наукові основи радіолокації» Оригінальний текст (англ.) «The Scientific Principles of Radiolocation» |
| 1944 | E C Stonor                                           | «Магнетизм в теорії та практиці» Оригінальний текст (англ.) «Magnetism in Theory and Practice» |
| 1943 | Дуґлас Гартрі                                        | «Механічна інтеграція у вирішенні електричних проблем» Оригінальний текст (англ.) «Mechanical Integration in the Solution of Electrical Problems»                                                                                               |
| 1942 | Олівер Баклі                                         | «Майбутнє трансокеанської телеграфії» Оригінальний текст (англ.) «The Future of Transoceanic Telegraphy» |
| 1941 | Сідні Чепмен                                         | «Електричні роботи Геліоса або Сонця та іоносфери» Оригінальний текст (англ.) «Electrical Works by Helios or the Sun and Ionosphere» |
| 1940 | Чарлз Галтон Дарвін                                  | «Термодинаміка та найнижчі температури» Оригінальний текст (англ.) «Thermodynamics and the Coldest Temperatures» |
| 1939 | Патрік Блекетт                                       | «Космічні промені» Оригінальний текст (англ.) «Cosmic Rays» |
| 1938 | Макс Борн                                            | «Статистичні закони природи» Оригінальний текст (англ.) «The Statistical Laws of Nature» |
| 1937 | Джеймс Чедвік                                        | «Елементарні частинки речовини» Оригінальний текст (англ.) «The Elementary Particles of Matter» |
| 1936 | Джон Кокрофт                                         | «Трансмутація матерії частинками високої енергії та випромінюваннями» Оригінальний текст (англ.) «The Transmutation of Matter by High Energy Particles and Radiations»                                                                          |
| 1935 | Вільям Генрі Брегг                                   | «Молекулярна будова діелектриків» Оригінальний текст (англ.) «The Molecular Structure of Dielectrics» |
| 1934 | Джон Каннінгем Макленнан                             | «Електричні явища при екстремально низьких температурах» Оригінальний текст (англ.) «Electrical Phenomena at Extremely Low Temperatures» |
| 1933 | Френк Едвард Сміт                                    | «Подорож бездротових хвиль» Оригінальний текст (англ.) «The Travel of Wireless Waves» |
| 1932 | W E Sumpner                                          | «Робота Олівера Гевісайда» Оригінальний текст (англ.) «The Work of Oliver Heaviside» |
| 1931 | Вільям Лоренс Брегг                                  | «Архітектура твердого тіла» Оригінальний текст (англ.) «The Architecture of the Solid State» |
| 1930 | Ральф Фаулер                                         | «Деякі останні досягнення в електронній теорії металів» Оригінальний текст (англ.) «Some Recent Advances in the Electron Theory of Metals» |
| 1929 | Джордж Сімпсон                                       | «Блискавка» Оригінальний текст (англ.) «Lightning» |
| 1928 | Олівер Лодж                                          | «Революція у фізиці» Оригінальний текст (англ.) «The Revolution in Physics» |
| 1927 | Едгар Волфорд Марчант (англ. Edgar Walford Marchant) | «Струми високої частоти» Оригінальний текст (англ.) «High-Frequency Currents» |
| 1926 | Джозеф Джон Томсон                                   | «Механіка електричного поля» Оригінальний текст (англ.) «The Mechanics of the Electric Field» |
| 1925 | Джеймс Гопвуд Джинс                                  | «Електричні сили та кванти» Оригінальний текст (англ.) «Electrical Forces and Quanta» |
| 1924 | англ. G. Semenza                                     | «Кельвін та економіка генерації та розподілу електроенергії» Оригінальний текст (англ.) «Kelvin and the Economics of the Generation and Distribution of Electrical Energy»                                                                      |
| 1923 | Джон Амброз Флемінг                                  | «Вирішені та невирішені проблеми телефонії» Оригінальний текст (англ.) «Problems in Telephony Solved and Unsolved» |
| 1922 | Ернест Резерфорд                                     | «Електрика і матерія» Оригінальний текст (англ.) «Electricity and Matter» |
| 1921 | Вільям Генрі Брегг                                   | «Електрони» Оригінальний текст (англ.) «Electrons» |
| 1920 | Чарлз Вікері Драйсдейл                               | «Сучасні морські проблеми в умовах війни і миру» Оригінальний текст (англ.) «Modern Marine Problems in War and Peace» |
| 1918 | Ллевелін Б. Аткінсон (англ. Llewellyn B. Atkinson)   | «Динамічна теорія електричних двигунів» Оригінальний текст (англ.) «The Dynamical Theory of Electric Engines» |
| 1918 | англ. M. Macleane                                    | «Лорд Кельвін у ролі вчителя» Оригінальний текст (англ.) «Lord Kelvin as Teacher» |
| 1916 | англ. A Russell                                      | «Деякі аспекти життя та діяльності лорда Кельвіна» Оригінальний текст (англ.) «Some aspects of Lord Kelvin’s Life and Work» |
| 1915 | Чарлз Чрі                                            | «Лорд Кельвін і земний магнетизм» Оригінальний текст (англ.) «Lord Kelvin and Terrestrial Magnetism» |
| 1915 | Ендрю Ґрей (англ. Andrew Gray)                       | «Робота лорда Кельвіна про гіростанції» Оригінальний текст (англ.) «Lord Kelvin’s Work on Gyrostations» |
| 1914 | Олівер Лодж                                          | «Електризація атмосфери: природна і штучна» Оригінальний текст (англ.) «The Electrification of the Atmosphere: Natural and Artificial» |
| 1913 | Річард Тетлі Глейзбрук                               | «Ом, Ампер і Вольт: спогади 50-літньої давності» Оригінальний текст (англ.) «The Ohm, Ampere and the Volt: a Memory of 50 Years» |
| 1912 | H du Bois                                            | «Робота лорда Кельвіна в галузі електрики та магнетизму» Оригінальний текст (англ.) «The Work of Lord Kelvin in Electricity and Magnetism» |
| 1910 | Джеймс Альфред Юїнг                                  | «Робота лорда Кельвіна в галузі телеграфії та навігації» Оригінальний текст (англ.) «The Work of Lord Kelvin in Telegraphy and Navigation» |
| 1908 | Сільванус П. Томпсон                                 | «Життя і діяльність лорда Кельвіна» Оригінальний текст (англ.) «The Life and Work of Lord Kelvin» |